# 浅枝敏夫
淺枝 敏夫（あさえだ としお、1914年 - 1990年）は、日本の機械工学者、東京工業大学名誉教授。第3代職業訓練大学校校長。初代実践教育研究会会長。

## 来歴
1940年東京工業大学卒業。1943年東京工業大学精密機械研究所助教授。1951年東京工業大学工学博士。1959年東京工業大学精密工学研究所教授退任。ともにアメリカの工作機械の調査を行うなど本田宗一郎と親交があり、1980年から第3代職業訓練大学校校長を務めた。1981年日本機械学会名誉員。1986年初代実践教育研究会会長。東京工業大学名誉教授。

## 訳書
- H.トリール『歯車の歯形 独逸機械工作法全書 ; 57』機械製作資料社 1944年